# بحيرة بيريسا

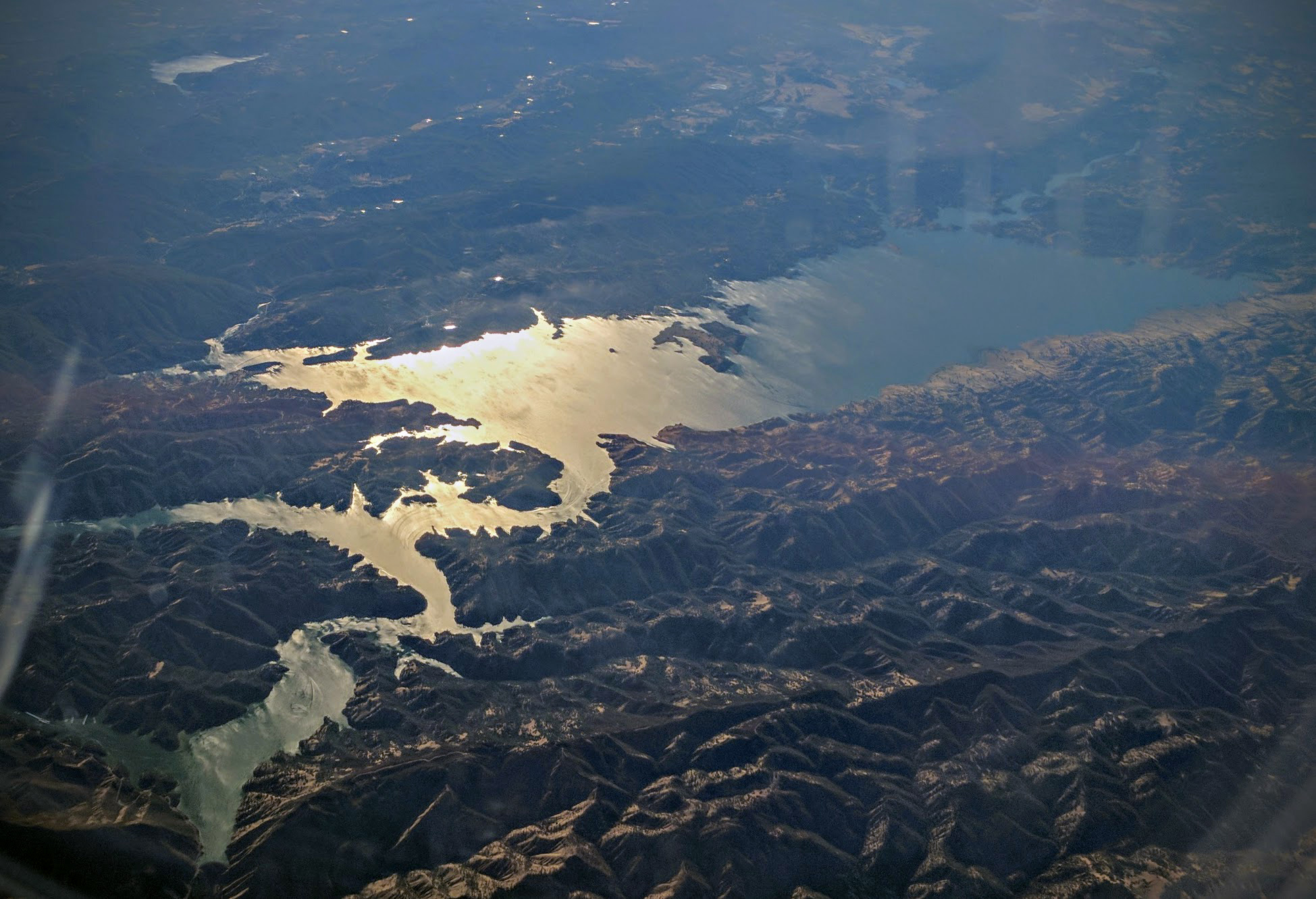
منظر جوي لبحيرة بيريسا

بحيرة بيريسا هي أكبر بحيرة في مقاطعة نابا، كاليفورنيا. تم تشكيل هذا الخزان في جبال فاكا بعد بناء سد مونتايسلو على خور بوتاه في الخمسينيات. منذ أوائل الستينيات ، قدم هذا الخزان المياه والطاقة الكهرومائية لمنطقة شمال الخليج في منطقة خليج سان فرانسيسكو.

## جيولوجيا
يمتد صدع الوادي الأخضر النشط بالتوازي مع البحيرة في التلال إلى الغرب.